# ناحیه‌های جمهوری چک
ناحیه‌های جمهوری چک دومین سطح تقسیمات کشوری در جمهوری چک هستند که در درون منطقه قرار دارند و هر ناحیه به چندین بخش تقسیم می‌شود. در حال حاضر ۷۶ ناحیه در این کشور وجود دارند.
| منطقه‌های جمهوری چک (Kraj)                   | ناحیه (Okres)            | مساحت (km2) | جمعیت (2002) | تعداد municipalities |
| ------------------------------------------- | ------------------------ | ----------- | ------------ | -------------------- |
| ناحیه کارلووی واری (Karlovarský kraj)       | ناحیه خب                 | ۹۳۳         | ۸۹٬۱۰۷       | ۳۹                   |
| ناحیه کارلووی واری (Karlovarský kraj)       | ناحیه کارلووی واری       | ۱۶۲۸        | ۱۲۱٬۸۸۶      | ۵۵                   |
| ناحیه کارلووی واری (Karlovarský kraj)       | ناحیه سوکولوف            | ۷۵۳         | ۹۳٬۲۲۷       | ۳۸                   |
| استان بوهم مرکزی (Středočeský kraj)         | ناحیه بنشوف              | ۱۵۲۴        | ۹۳٬۲۲۰       | ۱۱۵                  |
| استان بوهم مرکزی (Středočeský kraj)         | ناحیه برون               | ۶۶۲         | ۷۶٬۱۰۱       | ۸۵                   |
| استان بوهم مرکزی (Středočeský kraj)         | ناحیه کلادنو             | ۶۹۲         | ۱۵۰٬۱۸۱      | ۱۰۰                  |
| استان بوهم مرکزی (Středočeský kraj)         | ناحیه کولین              | ۸۴۶         | ۹۵٬۵۲۳       | ۱۰۰                  |
| استان بوهم مرکزی (Středočeský kraj)         | ناحیه کوتنا هورا         | ۹۱۷         | ۷۳٬۳۳۷       | ۸۸                   |
| استان بوهم مرکزی (Středočeský kraj)         | ناحیه میلنیک             | ۷۱۲         | ۹۴٬۸۶۸       | ۷۰                   |
| استان بوهم مرکزی (Středočeský kraj)         | ناحیه ملادا بولسلاو      | ۱۰۵۸        | ۱۱۴٬۰۴۲      | ۱۲۳                  |
| استان بوهم مرکزی (Středočeský kraj)         | ناحیه نیمبورک            | ۸۷۶         | ۸۴٬۷۸۴       | ۸۷                   |
| استان بوهم مرکزی (Středočeský kraj)         | ناحیه پراگ-شرق           | ۵۸۴         | ۹۸٬۴۵۳       | ۹۱                   |
| استان بوهم مرکزی (Středočeský kraj)         | ناحیه پراگ-غرب           | ۵۸۶         | ۸۶٬۷۷۷       | ۸۰                   |
| استان بوهم مرکزی (Středočeský kraj)         | ناحیه پرژیبرام           | ۱۶۲۸        | ۱۰۷٬۲۶۰      | ۱۲۰                  |
| استان بوهم مرکزی (Středočeský kraj)         | ناحیه راکوونیک           | ۹۳۰         | ۵۴٬۱۲۸       | ۸۴                   |
| استان هرادتس کرالووه (Královéhradecký kraj) | ناحیه هرادتس کرالووه     | ۸۷۵         | ۱۵۹٬۶۲۲      | ۱۰۱                  |
| استان هرادتس کرالووه (Královéhradecký kraj) | ناحیه ییچین              | ۸۸۷         | ۷۷٬۳۶۸       | ۱۱۱                  |
| استان هرادتس کرالووه (Královéhradecký kraj) | ناحیه ناخود              | ۸۵۱         | ۱۱۲٬۴۴۸      | ۷۸                   |
| استان هرادتس کرالووه (Královéhradecký kraj) | ناحیه ریخنوف ناد کنیژنوو | ۹۹۸         | ۷۹٬۰۰۳       | ۸۳                   |
| استان هرادتس کرالووه (Královéhradecký kraj) | ناحیه تروتنوف            | ۱۱۴۷        | ۱۱۹٬۹۹۶      | ۷۵                   |
| استان لیبرتس (Liberecký kraj)               | ناحیه چسکا لیپا          | ۱۱۳۷        | ۱۰۶٬۴۱۱      | ۵۹                   |
| استان لیبرتس (Liberecký kraj)               | ناحیه یابلونتس ناد نیسوو | ۴۰۲         | ۸۸٬۲۳۲       | ۳۴                   |
| استان لیبرتس (Liberecký kraj)               | ناحیه لیبرتس             | ۹۲۵         | ۱۵۸٬۹۸۸      | ۵۷                   |
| استان لیبرتس (Liberecký kraj)               | ناحیه سمیلی              | ۶۹۹         | ۷۴٬۶۶۰       | ۶۵                   |
| استان موراوی-سیلزی (Moravskoslezský kraj)   | ناحیه برونتال            | ۱۶۵۸        | ۱۰۴٬۴۸۰      | ۶۷                   |
| استان موراوی-سیلزی (Moravskoslezský kraj)   | ناحیه فریدک-میستک        | ۱۲۷۳        | ۲۲۶٬۵۹۲      | ۷۲                   |
| استان موراوی-سیلزی (Moravskoslezský kraj)   | ناحیه کاروینا            | ۳۴۷         | ۲۷۷٬۲۴۴      | ۱۷                   |
| استان موراوی-سیلزی (Moravskoslezský kraj)   | ناحیه نووی ییچین         | ۹۱۸         | ۱۵۹٬۴۷۳      | ۵۳                   |
| استان موراوی-سیلزی (Moravskoslezský kraj)   | ناحیه اوپاوا             | ۱۱۴۴        | ۱۸۰٬۷۶۹      | ۷۷                   |
| استان موراوی-سیلزی (Moravskoslezský kraj)   | استراوا                  | ۲۱۴         | ۳۱۴٬۱۰۲      | ۱۳                   |
| استان اولوموتس (Olomoucký kraj)             | ناحیه یسنیک              | ۷۱۹         | ۴۲٬۲۵۱       | ۲۴                   |
| استان اولوموتس (Olomoucký kraj)             | ناحیه اولوموتس           | ۱۴۵۱        | ۲۲۴٬۱۵۶      | ۹۲                   |
| استان اولوموتس (Olomoucký kraj)             | ناحیه پرژروف             | ۸۸۴         | ۱۳۸٬۸۹۵      | ۱۰۴                  |
| استان اولوموتس (Olomoucký kraj)             | ناحیه پروستییوف          | ۷۷۰         | ۱۰۹٬۵۲۴      | ۹۶                   |
| استان اولوموتس (Olomoucký kraj)             | ناحیه شومپرک             | ۱۳۱۶        | ۱۲۵٬۹۲۴      | ۷۸                   |
| استان پاردوبیتسه (Pardubický kraj)          | ناحیه خرودیم             | ۱۰۳۰        | ۱۰۴٬۷۴۸      | ۱۱۳                  |
| استان پاردوبیتسه (Pardubický kraj)          | ناحیه پاردوبیتسه         | ۸۸۹         | ۱۶۰٬۲۵۱      | ۱۱۵                  |
| استان پاردوبیتسه (Pardubický kraj)          | ناحیه سویتاوی            | ۱۳۳۵        | ۱۰۱٬۸۳۲      | ۱۱۳                  |
| استان پاردوبیتسه (Pardubický kraj)          | ناحیه اوستی ناد اورلیتسی | ۱۲۶۵        | ۱۳۸٬۷۵۳      | ۱۱۱                  |
| استان پلزن (Plzeňský kraj)                  | ناحیه دوماژلیتسه         | ۱۱۴۰        | ۵۸٬۸۹۵       | ۸۶                   |
| استان پلزن (Plzeňský kraj)                  | ناحیه کلاتووی            | ۱۹۳۹        | ۸۷٬۶۸۰       | ۹۵                   |
| استان پلزن (Plzeňský kraj)                  | پلزن                     | ۱۲۵         | ۱۶۳٬۷۹۱      | ۱۵                   |
| استان پلزن (Plzeňský kraj)                  | ناحیه پلزن-جنوبی         | ۱۰۸۰        | ۶۸٬۴۹۵       | ۹۰                   |
| استان پلزن (Plzeňský kraj)                  | ناحیه پلزن-شمالی         | ۱۳۲۳        | ۷۳٬۶۱۰       | ۹۸                   |
| استان پلزن (Plzeňský kraj)                  | ناحیه روکیتسانی          | ۵۷۵         | ۴۵٬۵۷۴       | ۶۸                   |
| استان پلزن (Plzeňský kraj)                  | ناحیه تاخوف              | ۱۳۷۹        | ۵۱٬۳۲۹       | ۵۱                   |
| پراگ                                        | پراگ                     | ۴۹۶         | ۱٬۱۸۱٬۶۱۰    | ۱                    |
| استان بوهمی جنوبی (Jihočeský kraj)          | ناحیه چسکه بودیوویتسه    | ۱۶۲۵        | ۱۷۸٬۵۲۳      | ۱۰۷                  |
| استان بوهمی جنوبی (Jihočeský kraj)          | ناحیه چسکی کروملوف       | ۱۶۱۵        | ۵۹٬۸۱۷       | ۴۶                   |
| استان بوهمی جنوبی (Jihočeský kraj)          | ناحیه ییندرژیخوف هرادتس  | ۱۹۴۴        | ۹۲٬۸۴۶       | ۱۰۶                  |
| استان بوهمی جنوبی (Jihočeský kraj)          | ناحیه پیسک               | ۱۱۳۸        | ۷۰٬۴۱۹       | ۷۶                   |
| استان بوهمی جنوبی (Jihočeský kraj)          | ناحیه پراخاتیتسه         | ۱۳۷۵        | ۵۱٫۴۱۰       | ۶۵                   |
| استان بوهمی جنوبی (Jihočeský kraj)          | ناحیه استراکونیتسه       | ۱۰۳۲        | ۶۹٬۴۹۶       | ۱۱۲                  |
| استان بوهمی جنوبی (Jihočeský kraj)          | ناحیه تابور              | ۱۳۲۷        | ۱۰۲٬۵۸۶      | ۱۱۱                  |
| استان موراویای جنوبی (Jihomoravský kraj)    | ناحیه بلانسکو            | ۹۴۳         | ۱۰۷٬۴۵۴      | ۱۳۰                  |
| استان موراویای جنوبی (Jihomoravský kraj)    | ناحیه برژتسلاو           | ۱۱۷۳        | ۱۲۳٬۲۶۵      | ۶۹                   |
| استان موراویای جنوبی (Jihomoravský kraj)    | برنو (جمهوری چک)         | ۲۳۰         | ۳۸۵٬۹۱۳      | ۱                    |
| استان موراویای جنوبی (Jihomoravský kraj)    | ناحیه برنو-ونکوو         | ۱۱۰۸        | ۱۶۱٬۲۶۹      | ۱۳۷                  |
| استان موراویای جنوبی (Jihomoravský kraj)    | ناحیه هودونین            | ۱۰۸۶        | ۱۵۸٬۶۰۲      | ۸۱                   |
| استان موراویای جنوبی (Jihomoravský kraj)    | ناحیه ویشکوف             | ۸۸۹         | ۸۹٬۳۴۲       | ۸۱                   |
| استان موراویای جنوبی (Jihomoravský kraj)    | ناحیه زنویمو             | ۱۶۳۷        | ۱۱۴٬۰۶۱      | ۱۴۸                  |
| استان اوستی ناد لابم (Ústecký kraj)         | ناحیه خوموتوف            | ۹۳۵         | ۱۲۴٬۷۴۴      | ۴۴                   |
| استان اوستی ناد لابم (Ústecký kraj)         | ناحیه دیه‌چین             | ۹۰۹         | ۱۳۳٬۶۳۱      | ۵۲                   |
| استان اوستی ناد لابم (Ústecký kraj)         | ناحیه لیتومیه‌رژیتسه      | ۱۰۳۲        | ۱۱۴٬۴۹۷      | ۱۰۵                  |
| استان اوستی ناد لابم (Ústecký kraj)         | ناحیه لوونی              | ۱۱۱۸        | ۸۵٬۸۳۰       | ۷۰                   |
| استان اوستی ناد لابم (Ústecký kraj)         | ناحیه موست               | ۴۶۷         | ۱۱۶٬۷۸۶      | ۲۶                   |
| استان اوستی ناد لابم (Ústecký kraj)         | ناحیه تپلیتسه            | ۴۶۹         | ۱۲۶٬۶۳۵      | ۳۴                   |
| استان اوستی ناد لابم (Ústecký kraj)         | Ústí nad Labem           | ۴۰۵         | ۱۱۷٬۵۸۹      | ۲۳                   |
| استان ویسوچینا (Vysočina)                   | ناحیه هاولیچکوف برود     | ۱۲۶۵        | ۹۴٬۷۷۸       | ۱۲۰                  |
| استان ویسوچینا (Vysočina)                   | ناحیه ییهلاوا            | ۱۱۸۰        | ۱۰۸٬۴۰۴      | ۱۲۱                  |
| استان ویسوچینا (Vysočina)                   | ناحیه پلهرژیموف          | ۱۲۹۰        | ۷۲٬۲۱۹       | ۱۲۰                  |
| استان ویسوچینا (Vysočina)                   | منطقه تربیچ              | ۱۵۱۸        | ۱۱۶٬۴۱۵      | ۱۷۳                  |
| استان ویسوچینا (Vysočina)                   | ناحیه ژدار ناد سازاوو    | ۱۶۷۲        | ۱۱۸٬۲۱۶      | ۱۹۵                  |
| منطقه زلین (Zlínský kraj)                   | ناحیه کرومیه‌رژیژ         | ۷۹۹         | ۱۰۷٬۸۵۲      | ۸۰                   |
| منطقه زلین (Zlínský kraj)                   | ناحیه اوهرسکه هرادیشتی   | ۹۹۱         | ۱۴۳٬۷۶۳      | ۷۸                   |
| منطقه زلین (Zlínský kraj)                   | ناحیه وستین              | ۱۱۴۳        | ۱۴۵٬۸۷۵      | ۵۹                   |
| منطقه زلین (Zlínský kraj)                   | ناحیه زلین               | ۱۰۳۰        | ۱۹۲٬۹۹۴      | ۸۷                   |